# Ctenomys emilianus
Ctenomys emilianus, conocido en Argentina como tucu-tucu de las dunas, es una especie de roedor histricomorfo de la familia Ctenomyidae. Es endémica del oeste de la provincia de Neuquén, Argentina.
Los descriptores originales de esta especie fueron Thomas y St. Lager, con una publicación en la revista Annals and Magazine of Natural History, volumen 9, número 18 (página 637) en 1926.

## Características
Presenta una coloración beige casi rosada. El tiempo generacional de esta especie de 1,64 años.

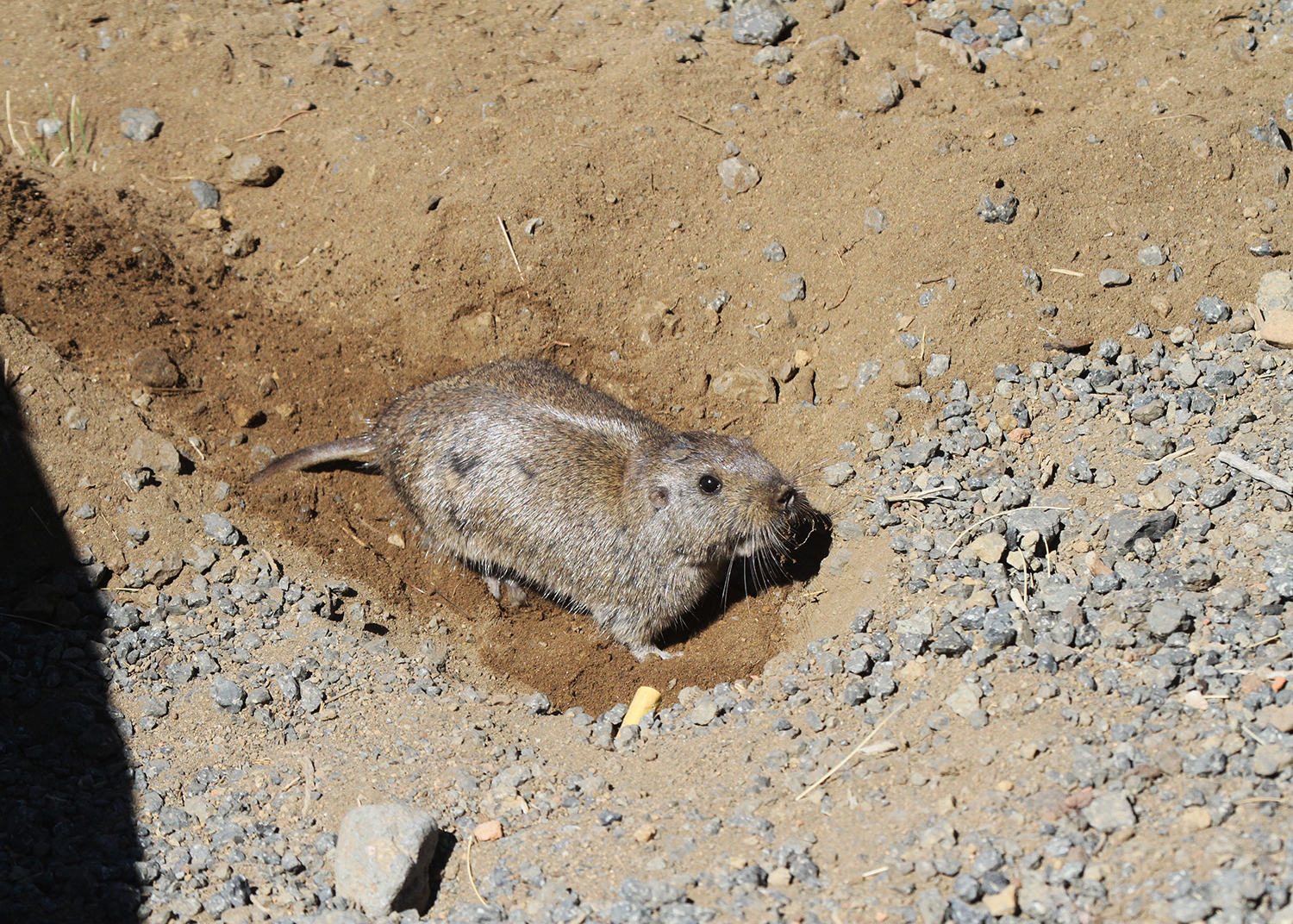
C. emilianus es un roedor fosorial

## Distribución y hábitat
C. emilianus habita al oeste de la provincia de Neuquén, Argentina. Se considera que habita con seguridad únicamente en la localidad de Chaos Malal, además una localidad adicional en un sector del Río Quilquihue. Su hábitat incluye el área protegida parque provincial El Tromen. Además aún no está confirmada su presencia en el parque nacional Laguna Blanca y en la reserva provincial Auca Mahuida.
Su hábitat se restringe a áreas de dunas con suelo arenoso dentro de la ecorregión de estepa patagónica por sobre los 800 m s. n. m..

## Comportamiento
Su actividad es diurna crepuscular. Los individuos son solitarios con un modo de vida fosorial, es decir adaptado a la excavación y la vida subterránea. Por esto la especie es considerada como ingeniera ecosistémica.
Se caracteriza por una dieta herbívora.

## Estado de conservación
A nivel mundial está considerado como en preocupación menor ya que no se reportan amenazas inminentes. Sin embargo se considera que su población está decreciendo, además de ser una especie rara y encontrarse en pocas localidades.
En Argentina se lo considera vulnerable por la Sociedad Argentina de Mastozoología SAREM. La justificación es que es endémica de un área pequeña junto con la disminución del hábitat y la falta de información actual. Este estatus se mantiene desde la evaluación de 1997, con la única excepción de la evaluación de 2012 en la que se consideró casi amenazada.

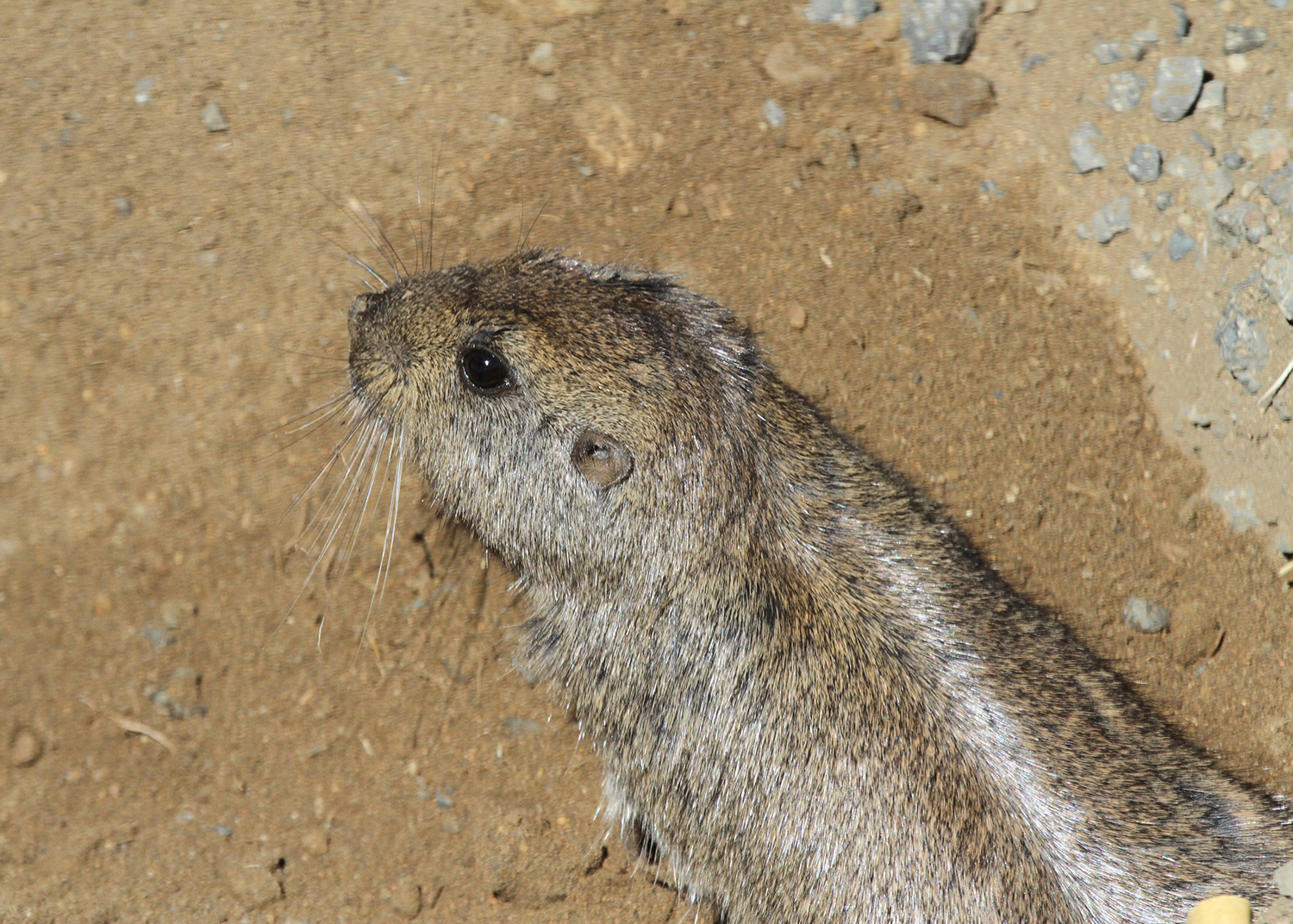
C. emilianus, detalla del cuerpo